# Тамбовская ТЭЦ
Тамбовская ТЭЦ — теплоэлектроцентраль, расположенная в городе Тамбов Тамбовской области, входящая в состав ПАО «Квадра». Установленная электрическая мощность станции составляет 235 МВт, тепловая —947 Гкал/ч. Численность сотрудников — 648 человек.
Введена в эксплуатацию 24 апреля 1954 года, с пуском первого (из трех) турбоагрегатов 1-й очереди (мощностью 16 МВт).
В начале 60-х завершилось строительство второй очереди ТЭЦ. В этот период были введены современные котлы, турбоагрегаты и турбогенераторы.
До 1978 года Тамбовская ТЭЦ работала как пылеугольная станция, в качестве топлива использовался подмосковный бурый уголь, содержащий 33% влаги и 23% золы.
Сегодня Тамбовская ТЭЦ состоит из трех очередей. Всего в основное оборудование станции входят: 4 турбоагрегата, 6 паровых и 1 водогрейный котел. Станция работает на природном газе, резервное топливо – мазут. Перевод станции на сжигание газового топлива значительно повысил надежность работы оборудования.
Тамбовская теплоэлектроцентраль является самым крупным производителем электроэнергии и поставщиком тепловой энергии областного центра (работа станции обеспечивает на 30% потребность города в электроэнергии и более 60% жителей Тамбова в тепловой энергии).

## Перечень основного оборудования
| Агрегат                              | Тип             | Изготовитель                      | Количество | Ввод в эксплуатацию             | Основные характеристики | Основные характеристики | Источники |
| Агрегат                              | Тип             | Изготовитель                      | Количество | Ввод в эксплуатацию             | Параметр                | Значение                | Источники |
| ------------------------------------ | --------------- | --------------------------------- | ---------- | ------------------------------- | ----------------------- | ----------------------- | --------- |
| Оборудование паротурбинных установок |                 |                                   |            |                                 |                         |                         |           |
| Паровой котёл                        | БКЗ-160-100 гм4 | Барнаульский котельный завод      | 4          | 1960 г.,1961 г. 1961 г. 1962 г. | Топливо                 | газ, мазут              | [ 1 ]     |
| Паровой котёл                        | БКЗ-160-100 гм4 | Барнаульский котельный завод      | 4          | 1960 г.,1961 г. 1961 г. 1962 г. | Производительность      | 160 т/ч                 | [ 1 ]     |
| Паровой котёл                        | БКЗ-160-100 гм4 | Барнаульский котельный завод      | 4          | 1960 г.,1961 г. 1961 г. 1962 г. | Параметры пара          | 100 кгс/см2, 540 °С     | [ 1 ]     |
| Паровой котёл                        | БКЗ-420-140НГМ  | Барнаульский котельный завод      | 2          | 1979 г. 1982 г.                 | Топливо                 | газ, мазут              | [ 1 ]     |
| Паровой котёл                        | БКЗ-420-140НГМ  | Барнаульский котельный завод      | 2          | 1979 г. 1982 г.                 | Производительность      | 420 т/ч                 | [ 1 ]     |
| Паровой котёл                        | БКЗ-420-140НГМ  | Барнаульский котельный завод      | 2          | 1979 г. 1982 г.                 | Параметры пара          | 140 кгс/см2, 560 °С     | [ 1 ]     |
| Паровая турбина                      | ПТ-40/50-8,8    | Ленинградский металлический завод | 1          | 1999 г.                         | Установленная мощность  | 40 МВт                  | [ 1 ]     |
| Паровая турбина                      | ПТ-40/50-8,8    | Ленинградский металлический завод | 1          | 1999 г.                         | Тепловая нагрузка       | 68 Гкал/ч               | [ 1 ]     |
| Паровая турбина                      | ПТ-25-90/10М    | Уральский турбинный завод         | 1          | 1961 г.                         | Установленная мощность  | 25 МВт                  | [ 1 ]     |
| Паровая турбина                      | ПТ-25-90/10М    | Уральский турбинный завод         | 1          | 1961 г.                         | Тепловая нагрузка       | 97 Гкал/ч               | [ 1 ]     |
| Паровая турбина                      | ПТ-60-130/13    | Ленинградский металлический завод | 1          | 1979 г.                         | Установленная мощность  | 60 МВт                  | [ 1 ]     |
| Паровая турбина                      | ПТ-60-130/13    | Ленинградский металлический завод | 1          | 1979 г.                         | Тепловая нагрузка       | 139 Гкал/ч              | [ 1 ]     |
| Паровая турбина                      | Т-110/120-130-4 | Уральский турбинный завод         | 1          | 1982 г.                         | Установленная мощность  | 110 МВт                 |           |
| Паровая турбина                      | Т-110/120-130-4 | Уральский турбинный завод         | 1          | 1982 г.                         | Тепловая нагрузка       | 175 Гкал/ч              |           |
| Водогрейное оборудование             |                 |                                   |            |                                 |                         |                         |           |
| Водогрейный котел                    | КВГМ-100        | Дорогобужский котельный завод     | 3          | 1979 г. 1980 г. 1986 г.         | Топливо                 | газ, мазут              | [ 1 ]     |
| Водогрейный котел                    | КВГМ-100        | Дорогобужский котельный завод     | 3          | 1979 г. 1980 г. 1986 г.         | Тепловая мощность       | 100 Гкал/ч              | [ 1 ]     |